# Stefania Giannini

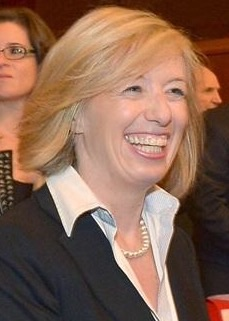
Stefania Giannini

Stefania Giannini (* 18. November 1960 in Lucca) ist eine italienische Universitätsprofessorin und Politikerin.
Giannini lehrte Linguistik an der Ausländeruniversität Perugia, deren Rektorin sie von 2004 bis 2013 war. Nach den Parlamentswahlen im Jahr 2013 zog sie für Mario Montis Bürgerliste Scelta Civica in den italienischen Senat ein. Am 22. Februar 2014 wurde sie zur Bildungs- und Forschungsministerin im Kabinett Renzi ernannt.